# 影子政府
影子政府是一種理論上的組織，用於指實際的政治權力並不屬於公眾選舉的代表，而是掌握在幕後行使權力、不受審查的個人手中。

## 政治制度
在議會制政體中，議會中最大的反對黨通常會自認是影子政府，如果這反對黨實力足夠的話，甚至會有一個影子內閣，其中反對黨的領袖們會與政府內閣的部長逐一對應，如果該黨於下次大選勝出的話，他們也預期會擔任相關的內閣職位；例如英國最大反對黨的國防事務發言人，通常會自稱為「影子國防大臣」。至於其他反對黨也可能會有相應的發言人，但通常不會被視為影子大臣。
另一個比較輕蔑的說法，影子政府是指一些打算借災難接管政府的團體；游擊隊就是一個例子，例如尼泊爾毛派游擊隊，因為他們透過游擊戰控制了大片地區，反而令正規政府無法管治這些地方。

## 其他用法
有陰謀論的說法指出，影子政府是指一個政府背後的秘密政府，它控制了正規政府的運作。在影子政府中的最高領層者通常不為世人所知，他可能是有雙重身份的政府高層，通常被視為貪腐的對象，並與美國中央情報局、義大利黑手黨、共濟會等權勢者有聯繫，甚至被外星人、敵基督、魔鬼之類控制著。
有陰謀論者指，影子政府的存在是為了進行鮮為人知的行動，或者是為了推行國家極端政策而存在。美國政府對羅斯威爾飛碟墜毀事件的隱瞞，就被一些人認為是影子政府背後操縱的陰謀。

## 例子
| - 阿尔及利亚的情報安全部 - 喀麦隆的喀麥隆發展公司 - 埃及的穆斯林兄弟會 - 埃及的最高軍事委員會 - 埃及的埃及武裝力量 - 的象牙海岸新軍 - 巴西的巴西陸軍（1940至1980年代） - 英屬蓋亞那的布克集團 - 的聯合果品公司 - 的聯合果品公司 - 委內瑞拉的委內瑞拉石油公司（烏戈·查維茲上台之前） - 威瑪共和國的威瑪防衛軍 - 納粹德國的黨衛隊 - 納粹德國的德意志國防軍 - 鄂圖曼帝國的聯合進步委員會 - 鄂圖曼帝國的耶尼切里軍團 - 鄂圖曼帝國的卡拉科爾協會 - 鄂圖曼帝國的青年土耳其黨人 - 土耳其的特種部隊司令部 - 土耳其的特種作戰部 - 土耳其的特種作戰部 - 土耳其的反游擊計劃 - 土耳其的土耳其情報與反恐憲兵隊 - 土耳其的額爾古納昆社團 - 土耳其的土耳其複仇旅 - 土耳其的灰狼 | - 中华人民共和国的中国共产党 - 西班牙國的西班牙陸軍 - 大日本帝國的大日本帝國陸軍 - 大日本帝國的關東軍 - 伊朗的伊斯蘭革命衛隊 - 伊朗的情報與國家安全組織 - 苏联的國家安全委員會 - 苏联的全俄肅反委員會 - 俄羅斯的聯邦安全局 - 希腊的希臘國家情報局 - 義大利的共濟會P2分會 - 巴勒斯坦的巴勒斯坦解放組織 - 黎巴嫩的巴勒斯坦解放組織 - 黎巴嫩的真主黨 - 的朝鮮勞動黨組織指導部 - 的國家安全保衛部 - 的朝鮮人民軍 - 巴基斯坦的巴基斯坦情報局 - 巴基斯坦的巴基斯坦三軍情報局 - 薩法維帝國的奇茲爾巴什 - 菲律賓的基督堂教會 - 越南共和国的越南共和國陸軍 - 以色列的以色列情報及特殊使命局 - 英国的軍情五處 - 英国的英國財政部 - 英国的英國外交部 - 美国的美國國務院 - 美国的美國國防部 |